# Mormodes maculata
Mormodes maculata (Klotzsch) L.O.Williams 1850 es una especie epífita ocasionalmente litófita perteneciente a la familia de las orquidáceas.

## Distribución y hábitat
Esta especie es endémica de los estados de Jalisco, Guerrero, Oaxaca, Veracruz y Puebla en México que crece en las zonas de montaña de bosque lluvioso en madera podrida a altitudes de 600 a 2200 m s. n. m.

## Descripción
Es una orquídea de medio a gran tamaño que prefiere el clima cálido a fresco, epífito con pseudobulbo cilindro-fusiforme envuelto completamente por una vaina imbricada con hojas  caducas, oblanceoladas a estrechamente elípticas, acuminadas  que florece en una inflorescencia en racimo arqueado de 50 cm de largo,  con un máximo de 30 vistosas flores de 5 cn de longitud con  mal olor y que se producen en el otoño y principios del invierno.

## Variedades
- Mormodes maculata var. maculata
- Mormodes maculata var. unicolor (Hook.) L.O.Williams[1]

- Inglés:  spotted mormodes

## Sinonimia
- Cyclosia maculata Klotzsch 1838;
- Mormodes pardina Batem. 1838[2]